# روسنانو
مجموعة روسنانو (بالروسية: Роснано)‏ هي مؤسسة روسية لتطوير الابتكار أُنشئت في إطار المبادرة الرئاسية المسماة «إستراتيجية تطوير صناعة تقنية النانو». تتمثل مهمة مجموعة روسنانو في إنشاء صناعة تنافسية عالية التقنية تعتمد على تقنية النانو في روسيا. تستثمر شركة روسنانو مباشرةً ومن خلال الصناديق غير المباشرة في جميع المجالات الرئيسية القائمة على المعرفة التي تُطبق فيها تقنية النانو على نطاق واسع: الإلكترونيات، والبصريات، والاتصال البعادي، والطاقة الكلاسيكية والمتجددة، والرعاية الصحية، والتقانة الحيوية، والمعدات، والصناعات المعدنية، والهندسية، والكيميائية.

## التاريخ والهيكل
تأسست المجموعة في عام 2011 من خلال إعادة تنظيم الشركة الروسية لتقنية النانو، وتشتمل حاليًا على روسنانو جاي إس سي، وشركة إدارة روسنانو إل إل سي، وصندوق غير ربحي للبنية التحتية والبرامج التعليمية (إف آي إي بّي).
- تملك شركة روسنانو جاي إس سي أصول المجموعة، ويديرها مجلس إدارة[4] تعينه الحكومة الروسية.
- تُدير شركة إدارة روسنانو، التي أُنشئت في عام 2013،[5] جميع أصول روسنانو جاي إس سي، وتقود أنشطة تطوير الأعمال والاستثمار. يُدير مجلس الإدارة والمجلس التنفيذي شركة إدارة روسنانو.[6]
- أُسّس صندوق البنية التحتية والبرامج التعليمية[7] في عام 2013  بصفته منظمة غير ربحية تدير مشاريع مختلفة تستهدف إنشاء نظام بيئي مبتكر مرتبط بالتقانة النانوية في روسيا. فُصلت جميع الأنشطة غير الربحية الهادفة إلى تطوير صناعة النانوية لنظام بيئي مبتكر عن وحدات الأعمال التجارية لتطوير إدارة المجموعة وهيكلها.

تعمل هذه الكيانات القانونية المنفصلة معًا على زيادة القدرة التنافسية والفعالية للشركات الروسية في المجالات الصناعية المتعلقة بتقنية النانو.

### شركة إدارة روسنانو
شركة إدارة روسنانو هي شركة روسية رائدة في مجال الاستثمار في الأسهم الخاصة في الأعمال التجارية المعتمدة على التكنولوجيا. وهي فرع من روسنانو جاي إس سي؛ أكبر صندوق عالي التقنية ذي سيادة روسية، وهي جزء من مجموعة روسنانو، أُنشئت في عام 2013 لفصل ملكية روسنانو جاي إس سي وإدارة أصولها.
الأصول المدارة (إيه يو إم)
بدأت شركة إدارة روسنانو في عام 2013 بقيمة مجمعة من الأصول المدارة بلغت نحو 3 مليارات دولار أمريكي و107 شركات تقنية مندرجة ضمن محفظة استثمارية، تعمل في روسيا، والولايات المتحدة، وأوروبا الغربية، وإسرائيل. تجاوزت الأصول المدارة لشركة إدارة روسنانو 4 مليارات دولار أمريكي منذ 31 ديسمبر عام 2018.
صناديق الأسهم الخاصة ورأس المال المخاطر
تدير الشركة 8 صناديق رأس مال نمو ورأس مال مُخاطر، وجمعت أكثر من 1,5 مليار دولار من المستثمرين الروس والدوليين من القطاعين الخاص والحكومي بنسبة رافعة مالية 1:3 من روسنانو جاي سي إس إلى مستثمرين من الطرف الثالث، على التوالي. تتنوع هذه الصناديق تنوعًا كبيرًا وفقًا للمرحلة، والقطاع، وتنوع المخاطر الجغرافية، واحتمال خلق قيمة إضافية للمستثمرين.
إستراتيجية الاستثمار
تستثمر شركة إدارة روسنانو في المشاريع ذات الإمكانات العالية في قطاع الاقتصاد الحقيقي في روسيا والخارج مع التوسع اللاحق في روسيا (نقل التكنولوجيا إلى روسيا/إنشاء موقع التصنيع و/أو مركز البحث والتطوير) أو نقل التكنولوجيا الروسية إلى الشركات الأجنبية. تستحوذ شركة إدارة روسنانو، استنادًا إلى خبرة استثمارية كبيرة وخبرة تقنية متقدمة، على أسهم في مشاريع مبتكرة وشركات موجهة نحو النمو مع نماذج أعمال قابلة للتطوير وإمكانات نمو كبيرة.